# إس. رانكين درو
إس. رانكين درو (بالإنجليزية: Sidney Rankin Drew) هو مخرج وممثل أمريكي، ولد في 19 سبتمبر 1891 بنيويورك في الولايات المتحدة، وتوفي في 19 مايو 1918 في فرنسا.

## وصلات خارجية
- إس. رانكين درو على موقع IMDb (الإنجليزية)
- إس. رانكين درو على موقع أول موفي (الإنجليزية)
- إس. رانكين درو على موقع قاعدة بيانات الأفلام السويدية (السويدية)
- إس. رانكين درو على موقع كينوبويسك (الروسية)